# Espècies per catalogar
Espècies per catalogar és el tercer disc del grup català Els Amics de les Arts. Es va començar a enregistrar durant el mes de novembre del 2011 i va aparèixer el 14 de febrer del 2012.
El disc es va preparar en unes estades a Gósol i el treball d'estudi es va fer entre Barcelona (Rosazul) i Girona (44.1), amb la producció de Ferran Conagla i Els Amics de les Arts. En aquesta ocasió van afegir la instrumentació d'acordió, violins i sons electrònics. El títol fa referència al que els queda per fer, llocs per conquerir i coses per veure. A la portada hi apareix una fotografia del Cap de Creus feta per Ibai Acevedo, en un disc dissenyat per Cristian Beltri.
El primer videoclip del disc va ser el de la cançó Monsieur Cousteau, dirigit per Oriol Villar -a qui van conèixer en l'enregistrament d'un anunci de televisió- on es vol fer un homenatge al fons marí i als exploradors.
El dia que va sortir a la venda va aconseguir ser número 1 en vendes a l'iTunes de l'estat espanyol. Poc després, el grup va realitzar actes de signatura de discs arreu dels Països Catalans, a poblacions com Barcelona, Lleida, Tarragona, Girona, Sabadell i Palma.
La gira de presentació del disc va començar amb dos concerts al teatre Kursaal de Manresa els dies 8 i 9 de març de 2012.

## Cançons

### L'affaire Sofia
Tracta la història d'una parella lingüística entre un català i una noia grega anomenada Sofia interessada i versada en la filosofia. L'argument de la cançó se centra en els intents d'ell per conquerir-la malgrat la dificultat per estar a l'altura en les seves converses sobre filosofia.
Pel que fa a la música, és refrescant i rica i en destaca un ritme marcat fortament pels instruments de vent, que dominen la instrumentació de la peça i que apareixen amb el mateix tarannà a altres cançons del mateix disc, harmonies que recorden a les dels Beach Boys i rimes entre paraules amb fonètica manllevada d'altres idiomes, com la que s'estableix entre Hume i fum i entre Schopenhauer i after hour.

### L'home que dobla en Bruce Willis
Conta una història que parla del doblador de Bruce Willis al català. En ella, la darrera pel·lícula de Willis és doblada i el dia de l'estrena, en Bruce Willis apareix, però el doblador s'avança a tots els periodistes i càmeres, es posa el barret contra el pit i li expressa, en anglès, la seva satisfacció i profund plaer en conèixer-lo: Hello, dear Mr. Willis, it's such a great pleasure to meet you at last (literalment: "Hola, estimat senyor Willis, és un gran plaer conèixer-lo per fi"). Però l'actor, incòmode pensant que és un fan assetjador o un periodista, envia al guardaespatlles per fer-lo fora d'allí i li fot una empenta. Musicalment contrasta amb la cançó anterior per la disminució del ritme, que passa a estar marcat per veu i piano amb suport d'una guitarra, la bateria i una melòdica entre estrofes.

### Monsieur Cousteau
Tracta d'un nen que viu aventures a través dels documentals d'en Monsieur Cousteau (Jacques-Yves Cousteau) i els seus desitjos infantils de formar part d'una tripulació i d'explorar tots els mars. El ritme el marquen els vents i la bateria.

### Els ocells
Cançó d'estil folk, utilitza les migracions dels ocells com a metàfora d'una relació de parella que mai no acaba d'anar bé. La cançó és melangiosa i hi predominen un piano electrònic i una guitarra, als que posteriorment s'hi afegeixen el baix i la bateria.

### Louisiana o els camps de cotó
Louisiana o els camps de cotó, de caràcter melancòlic i amb aire de blues, emotiu i alhora optimista, narra la història d'un home català que va emigrar als Estats Units sense acomiadar-se i que ha construït una vida lluny de casa, però ho fa a partir d'una carta enviada de l'emigrant a la seva família. A més, la lletra de la cançó està escrita des del punt de vista d'un dels receptors de la carta, probablement el seu germà. Pel que fa a l'aspecte musical consta d'una línia melòdica senzilla que acaba amb unes harmonies vocals que recorden a les del grup Crosby, Stills & Nash.

### Carnaval
Emmarcada en la tradició dels Amics de les Arts de subvertir el llenguatge (com a Armengol o Exercici Seixanta), personifica les paraules i descriu com celebren un Carnaval. L'estructura narrativa recorda al Qualsevol nit pot sortir el sol de Jaume Sisa, també en el pes poètic culminat en l'últim vers. La instrumentació és a càrrec del Col·lectiu Brossa.

### A aquestes alçades de la pel·lícula
Tema internament molt sòlid, parla d'un moment de fragilitat en una relació de parella fent paral·lelismes amb les sèries televisives alhora que el protagonista proposa solucionar els problemes de la relació amb l'ajut de guionistes.
Musicalment en destaquen els cors femenins (usats en moments molt precisos) i una base electrònica típica dels anys vuitanta que recorda a Barry White culminada pels vents i cordes al final de la peça després d'un marcat crescendo instrumental al llarg de la cançó.

### Ciència-ficció
Fa referència a la pel·lícula Eternal Sunshine of the Spotless Mind de Michel Gondry, de com un nuvi viatja al Japó perquè siguin esborrats tots els seus records amb una màquina acabada de patentar, i així poder perdonar la seva núvia del suposat error que ha comès, no recordant-lo.

### Miracles
Mostra el transcurs de tots els canvis que succeeixen al tindre un fill, des de quan una dona li confessa al seu nuvi el seu desig de ser mare fins que l'home assimila les seves futures responsabilitat com pare mentre el nadó (la Maria) creix.

### L'arquitecte
És una altra cançó sobre la paternitat. En aquesta vida no pots planificar-ho tot, i aprendre-ho no és fàcil.

### El matrimoni Arnolfini
Parla d'una parella, en la qual, la noia és retractada com una dona de món que viatja per tot el globus terraqüi amb el seu nuvi per saciar els seus desitjos, rampells i per posar-li resposta a les seves qüestions sobre la vida.

### Tots els homes d'Escòcia
Narra la història d'un grup d'amics que entra a un pub escocès en el que només hi ha gent vella i estranya. Els nois, a punt d'anar-se'n, veuen com un avi s'aixeca i dedica una cançó a tots els seus difunts. Els amics, bocabadats per la intensitat emocional de les paraules de l'avi, expressen la seva admiració per la forma de cantar de l'ancià.

## Intèrprets
Els Amics de les Arts:
- Dani Alegret: veu, piano, hammond, rhodes, pianet de joguina
- Joan Enric Barceló: veu, guitarra acústica
- Eduard Costa: veu, melòdica, moog, carilló, pandereta
- Ferran Piqué: veu, guitarra elèctrica

| - Ramon Aragall: bateria, percussió - Pol Cruells: baix - Jaume Peña: trompeta, flugel - Santi de la Rubia: saxo - Josep Tutusaus: trombó - Aleix Puig: violí - Oleguer Aymamí: violoncel - Marc Casas: marimba, vibràfon, timbales - Gregori Ferrer: fagot, acordió | - Adrià Grandia: viola de roda - Víctor Calsamiglia: violí - Ariadna Rodríguez: violí - Joan Antoni Pich: violoncel - Marta Sedó: viola - Eva Carrió: veus - Sílvia Carrión: veus - Mercè Garcia: veus | - Mirabai Gayà: veus - Glòria Miralles: veus - Marta Pahissa: veus - Raquel Peredo: veus - Andrea Prehn: veus - Laia Riera: veus - Cristina Renchs: veus - Enric Giné: direcció |

## Llista de cançons
El disc consta de dotze cançons:
| Núm. | Títol                                 | Durada |
| ---- | ------------------------------------- | ------ |
| 1.   | «L'affaire Sofia»                     | 4:52   |
| 2.   | «L'home que dobla en Bruce Willis»    | 4:03   |
| 3.   | «Monsieur Cousteau»                   | 4:06   |
| 4.   | «Els ocells»                          | 5:02   |
| 5.   | «Louisiana o els camps de cotó»       | 4:44   |
| 6.   | «Carnaval»                            | 5:56   |
| 7.   | «A aquestes alçades de la pel·lícula» | 3:19   |
| 8.   | «Ciència-ficció»                      | 3:55   |
| 9.   | «Miracles»                            | 4:01   |
| 10.  | «L'arquitecte»                        | 4:06   |
| 11.  | «El matrimoni Arnolfini»              | 4:22   |
| 12.  | «Tots els homes d'Escòcia»            | 4:31   |